# Pecanje (Boucher)
Pecanje (fra. La pêche à la ligne) je ulje na platnu francuskog rokoko slikara Françoisa Bouchera nastalo 1757. godine. Danas se nalazi u kolekciji pariškog dvorca Grand Trianona.
Slika je odabrana kao jedna od njih deset koje su 2016. predstavljale francusku umjetnost na Europeani.
Djelo je restaurirano 1963. i 2003. godine.